# Maspe
Maspe gehört seit 1970 zu den 19 Ortschaften der Stadt Blomberg im Kreis Lippe in Nordrhein-Westfalen. Maspe liegt in Luftlinie etwa drei Kilometer südwestlich des Blomberger Stadtzentrums. In Maspe leben auf 2,09 km² Fläche 217 Einwohner, das entspricht einer Bevölkerungsdichte von 104 Einwohnern/km². Der derzeitige Ortsvorsteher ist Jörg Berten (Stand: 18. Dezember 2008).
Zur Infrastruktur gehören u. a. ein Dorfgemeinschaftshaus, zwei landwirtschaftliche Vollerwerbsbetriebe und vier Nebenerwerbsbetriebe. An Vereinen gibt es den Spiel- und Sportverein Maspe, den Dorfausschuss und den Seniorenclub.

## Geschichte
Maspe wird erstmals im Jahr 1384 urkundlich erwähnt. Um 1488 zählte Maspe 23 Einwohner, die wenigen Höfe gehörten überwiegend dem Grundherren von Donop und wurden von leibeigenen Bauern bewirtschaftet. Erst im Jahr 1808 hob Fürstin Pauline die Leibeigenschaft auf und die Bauern wurden persönlich unabhängig.
Am 1. Mai 1926 gab Maspe Gebietsteile an die wiedererrichtete Gemeinde Siebenhöfen ab.
Zum 1. Januar 1970 wurde Maspe in die Stadt Blomberg eingegliedert (Gesetz zur Neugliederung des Kreises Detmold).